# جاسوس دلخواه من
جاسوس دلخواه من (انگلیسی: My Favorite Spy) یک فیلم کمدی آمریکایی به کارگردانی تی گارنت است که در سال ۱۹۴۳ منتشر شد.

## بازیگران
- الن درو
- کی کایزر
- رابرت آرمسترانگ
- هلن وستلی
- ویلیام دمارست
- اونا اوکانر
- مورونی اولسن
- جرج کلیولند
- هوبرت کاوانا
- چستر کلوت
- فرانک هاگنی
- فرد گراهام
- ایش کبیبل
- وان گلیزر